# Jaroslav Bohata
Jaroslav Bohata (24. července 1893 Vršovice – 27. ledna 1961 Praha) byl český fotbalista, útočník, reprezentant Československa.
Za československou reprezentaci odehrál roku 1922 jeden zápas (přátelské utkání s Itálií). Hrál za Slavii Praha (1913–1916) a Viktorii Žižkov. Se Slavií vyhrál roku 1913 mistrovství Českého svazu fotbalového. Jeho bratr Otto Bohata byl rovněž fotbalistou a působil ve Slavii ve stejné době, bývali tudíž často zaměňováni – Otto Československo nereprezentoval, ale získal titul amatérského mistra Evropy roku 1911 pro Čechy. Jejich sestra Zdenka Bohatová se provdala za fotbalistu Emanuela Bendu.
Za Hajduk Split odehrál jeden zápas v I. jugoslávské lize, v němž jednou skóroval (1922/23).